# 832-й истребительный авиационный полк
832-й истребительный авиационный полк (832-й иап) — воинская часть Военно-воздушных сил (ВВС) Вооружённых Сил РККА, принимавшая участие в боевых действиях Великой Отечественной войны.

## Наименования полка
За весь период своего существования полк своё наименование не менял:
- 832-й истребительный авиационный полк ПВО;
- 832-й истребительный авиационный полк;
- Войсковая часть (Полевая почта) 30108;
- 11-й истребительный авиационный полк Войска Польского[пол.].

## История и боевой путь полка
832-й истребительный авиационный полк ПВО начал формироваться 24 апреля 1942 года в составе 126-й истребительной авиационной дивизии ПВО на ст. Обозерская Архангельской области по штату 015/174 на английских самолётах «Харрикейн». Личный состав прибыл из Качинской ВАШП и 4-го запасного истребительного авиационного полка. По окончании формирования полк 15 мая вошёл в боевой состав 126-й истребительной авиационной дивизии ПВО Архангельского дивизионного района ПВО, боевой работы не вёл. 10 июня лётный состав и часть технического состава отправлены по железной дороге из г. Онега в 27-й запасной истребительный авиационный полк Архангельского военного округа для освоения истребителей Hawker Hurricane («Харрикейн»). В период с 1 июля по 4 июля 1942 года полк на аэродроме города Ярославль получил 24 самолёта Hawker Hurricane, 5 июля полк вышел из состава 126-й истребительной авиационной дивизии ПВО и был передан из войск ПВО в ВВС РККА. Полк передислоцировался в состав ВВС Брянского фронта и вошёл в состав 286-й истребительной авиационной дивизии 1-й истребительной авиационной армии.
Полки и дивизии 1-й истребительной авиационной армии базировались в районе Ельца. Несмотря на то, что армия не была полностью подготовлена к боевым действиям, в силу сложившихся тяжёлых условий 6 июля 1942 года была введена в сражение под Воронежем, где во взаимодействии с 5-й танковой армией вела ожесточённые бои на земле и в воздухе, прикрывая войска от ударов вражеской авиации, и отдельными группами поражала наземные объекты. Полк приступил к боевой работе на самолётах «Харрикейн» 6 июля 1942 года.
Первая известная воздушная победа полка в Отечественной войне одержана 8 июля 1942 года: младший лейтенант Цыбин П. Ф. в районе с. Губарево в воздушном бою сбил немецкий истребитель Ме-109 (Messerschmitt Bf.109).
Начав боевые действия 6 июля армия имела в своём составе 231 боевой самолёт, к концу июля армия насчитывала 66 самолётов. Полк 25 июля был передан в состав 287-й истребительной авиационной дивизии, а 22 августа 1942 года возвращён обратно в состав 286-й истребительной авиационной дивизии 15-й воздушной армии Брянского фронта.
С начала боевых действий на Брянском фронте полк принимал участие в операциях и битвах:
- Воронежско-Ворошиловградская операция — с 6 июля 1942 года по 24 июля 1942 года
- Операции дивизии по уничтожению коммуникаций противника в районе Кастроное, Кшень, Мармыжи, Замлянск — с 12 сентября 1942 года по 15 сентября 1942 года.

27 ноября 1942 года полк передан в состав 225-й штурмовой авиационной дивизии 15-й воздушной армии Брянского фронта как полк сопровождения. Вместе со штурмовиками дивизии принимал участие в операциях:
- Воронежско-Касторненская операция (1943) «Звезда» — с 24 января 1943 года по 2 февраля 1943 года.
- Воздушная операция по уничтожению авиации на аэродромах — с 6 мая 1943 года по 8 мая 1943 года.
- Воздушная операция фронта — с 8 июня 1943 года по 10 июня 1943 года.
- Курская битва — с 5 июля 1943 года по 23 августа 1943 года.
- Орловская стратегическая наступательная операция «Кутузов» — с 12 июля 1943 года по 18 августа 1943 года.
- Брянская операция — с 17 августа 1943 года по 3 октября 1943 года.
- Невельская операция — с 6 октября 1943 года по 10 октября 1943 года.

В декабре 1942 года полк из 286-й иад получен 1 Як-1, личный состав полка приступил к освоению нового типа самолёта в боевой обстановке. В марте 1943 года все «Харрикейны» исключены из боевого состава части. К 10 мая 1943 года полк полностью укомплектован самолётами Як-1б.
24 ноября 1943 года полк передан в состав 315-й истребительной авиационной дивизии 15-й воздушной армии 2-го Прибалтийского фронта. В период с 1943 по 1944 годы кроме самолётов Як-1, полк эксплуатировал также истребители Як-7б, получаемые в ходе боевых действий для восполнения потерь матчасти. В мае 1944 года полк полностью перевооружился на истребители Як-9.
В составе дивизии принимал участие в операциях:
- Ленинградско-Новгородская операция — с 14 января 1944 года по февраль 1944 года.
- Режицко-Двинская операция — с июля 1944 года по август 1944 года.
- Рижская операция — с 28 сентября 1944 года по 30 сентября 1944 года .

30 сентября 1944 года выведен из состава 315-й истребительной авиационной дивизии 15-й воздушной армии 2-го Прибалтийского фронта и преобразован в 11-й истребительный авиационный полк Войска Польского с передачей в состав ВВС Войска польского.

### В составе действующей армии
В составе действующей армии:
- с 24 апреля 1942 года по 12 марта 1943 года;
- с 23 марта 1943 года по 30 сентября 1944 года.

## Командиры полка
- капитан, майор, подполковник Соколов Виктор Александрович[1], 10.05.1942 — 23.11.1944

## В составе соединений и объединений
| Период        | Фронт (округ)               | армия                                | дивизия                                       | примечание   |
| ------------- | --------------------------- | ------------------------------------ | --------------------------------------------- | ------------ |
| 24.04.1942 г. | Архангельский военный округ | Архангельский дивизионный район ПВО  | 126-я истребительная авиационная дивизия ПВО  |              |
| 10.06.1942 г. | Архангельский военный округ | ВВС округа                           | 27-й запасной истребительный авиационный полк |              |
| 04.07.1942 г. | Брянский фронт              | 1-я истребительная авиационная армия | 286-я истребительная авиационная дивизия      |              |
| 25.07.1942 г. | Брянский фронт              | 1-я истребительная авиационная армия | 287-я истребительная авиационная дивизия      |              |
| 22.08.1942 г. | Брянский фронт              | 15-я воздушная армия                 | 286-я истребительная авиационная дивизия      |              |
| 27.11.1942 г. | Брянский фронт              | 15-я воздушная армия                 | 225-я штурмовая авиационная дивизия           |              |
| 20.10.1943 г. | 2-й Прибалтийский фронт     | 15-я воздушная армия                 | 225-я штурмовая авиационная дивизия           |              |
| 24.11.1943 г. | 2-й Прибалтийский фронт     | 15-я воздушная армия                 | 315-я истребительная авиационная дивизия      |              |
| 30.09.1944 г. | 2-й Прибалтийский фронт     | 15-я воздушная армия                 | 315-я истребительная авиационная дивизия      | преобразован |

## Благодарности Верховного Главнокомандующего
За проявленные образцы мужества и героизма Верховным Главнокомандующим лётчикам полка в составе 315-й иад объявлены благодарности:
- за овладение городом Идрица[3];
- за овладение городами Даугавпилс (Двинск) и Резекне (Режица)[4].

## Лётчики-асы полка
| Фамилия, имя отчество           | Награды | Сбито самолётов (+ в группе) | Примечание |
| ------------------------------- | ------- | ---------------------------- | --- |
| Бебенин Игорь Киприанович       |         | 5 + 5                        | Лётчик полка: июль 1942 — дек. 1943. Боевых вылетов: 483; воздушных боёв: 105. Умер 9 июня 1977 г. |
| Бородаевский Василий Николаевич |         | 12 + 2                       | Лётчик полка: июль 1942 — сент. 1944. Боевых вылетов: более 250. |
| Грдзелишвили Шота Тарасович     |         | 6 + 2                        | Лётчик полка: июль 1942 — сент. 1944. Погиб 27 апреля 1945 г. Сбит в воздушном бою. Воевал в составе 11-го Польского иап |
| Зайцев Александр Андреевич      |         | 6 + 3                        | Лётчик полка: авг. 1942 — фев. 1944. Герой Советского Союза (17.11.1939) - Гражданская война в Испании (1936—1939). Боевую работу вёл на И-15 и И-16 с января по август 1937 г. Сбитых самолётов: 5 + 3 - Советско-японский конфликт на р. Халхин-Гол (1939). Боевую работу вёл на И-16 в составе 70-го иап. Сбитых самолётов противника нет. Боевых вылетов: 29. - Советско-финляндская война (1939—1940). Боевую работу вёл в составе Управления АГ 8-й армии (командир группы) и 148-го иап. Сбитых самолётов противника нет. - Боевая работа в Великой Отечественной войне (1941—1945):Сбитых самолётов: 1 + 0. Боевых вылетов: 194; воздушных боёв: 29 Умер 25 декабря 1965 г. |
| Зайцев Василий Алексеевич       |         | 12 + 0                       | Лётчик полка: июнь 1943 — июль 1944. Пропал без вести 2 июля 1944 г. Не вернулся с боевого задания. |
| Отлесный Александр Ефимович     |         | 12 + 2                       | Лётчик полка: июнь — сент. 1942. Боевых вылетов: 175; воздушных боёв: 46. Участник Советско-финляндской войны (1939—1940) |
| Полушкин Николай Архипович      |         | 7 + 0                        | Лётчик полка: июнь 1943 — сент. 1944. Воевал в составе 11-го иап Войска польского. Участник Советско-финляндской войны (1939—1940) |
| Пономарёв Михаил Сергеевич      |         | 12 + 1                       | Лётчик полка: май — сент. 1944. Участник боевых действий в марте—сентябре 1943 г. в наземных войсках. Воевал в составе 11-го иап Войска польского. Участник войны в Корее. Боевую работу вёл на МиГ-15 в составе 523 иап и 17 иап с мая по декабрь 1951 г. (Сбитых самолётов: 10 + 0, Боевых вылетов: 175; воздушных боёв: 96). Герой Советского Союза (13.11.1951). |
| Симонов Николай Васильевич      |         | 5 + 2                        | Лётчик полка: июль 1942 — сент. 1944. Боевых вылетов: 136 (на 21.07.1944 г.). 16.01.1943 г. при выполнении боевого задания потерпел аварию на аэродроме, в результате которой пережил ампутацию голени правой ноги. После госпиталя вернулся в полк и возобновил боевую работу. |
| Соловьёв Василий Иванович       |         | 9 + 1                        | Лётчик полка: янв. 1943 — май 1944. Боевых вылетов: 115; воздушных боёв: 20. Погиб 16 мая 1944 г. Сбит в воздушном бою, покинул горящий самолёт с парашютом, но стропы перегорели и лётчик разбился. |
| Чиков Дмитрий Иосифович         |         | 7 + 1 (2)                    | Лётчик полка: июль 1943 — сент. 1944. |

## Итоги боевой деятельности полка
Всего за годы Великой Отечественной войны полком:
| Выполнено боевых вылетов | Сбито самолётов в воздухе | Уничтожено самолётов всего |
| ------------------------ | ------------------------- | -------------------------- |
| 3850                     | 132                       | 139                        |

Свои потери:
| Потеряно самолётов, всего       | Погибло лётчиков всего         |
| ------------------------------- | ------------------------------ |
| 79 (боевые — 69; небоевые — 10) | 44 (боевые — 39; небоевые — 5) |

## Самолёты на вооружении
| Период                  | Самолёты         | Фото             | Период               | Самолёты | Фото |
| ----------------------- | ---------------- | ---------------- | -------------------- | -------- | ---- |
| 01.07.1942 — 01.04.1943 | Hawker Hurricane | Hawker Hurricane | 10.05.1943 — 05.1944 | Як-1б    | И-26 |
| 10.05.1943 — 05.1944    | Як-7б            | Як-7             | 05.1944 — 30.09.1944 | Як-9     | Як-9 |